# Sarroca de Lleida
Sarroca de Lleida és un municipi de la comarca del Segrià. Es troba a 20km de la capital de la comarca, Lleida. El municipi té 361 habitants.
El poble es troba a 201 m d'altitud, situat a la riba esquerra de la Vall Major, sota les restes del castell. Es troba a la part sud de la comarca, i és accessible des de la carretera C-12 que uneix Lleida amb Amposta. La seva activitat econòmica principal es deriva de les activitats agrícoles i ramaderes.

## Geografia
- Llista de topònims de Sarroca de Lleida (Orografia: muntanyes, serres, collades, indrets..; hidrografia: rius, fonts...; edificis: cases, masies, esglésies, etc).

## Demografia
| 1497 f | 1515 f | 1553 f | 1717 | 1787 | 1857 | 1877 | 1887 | 1900 | 1910 |
| ------ | ------ | ------ | ---- | ---- | ---- | ---- | ---- | ---- | ---- |
| 28     | 27     | 38     | 79   | 314  | 571  | 750  | 721  | 877  | 936  |

| 1920 | 1930 | 1940 | 1950 | 1960 | 1970 | 1981 | 1990 | 1992 | 1994 |
| ---- | ---- | ---- | ---- | ---- | ---- | ---- | ---- | ---- | ---- |
| 951  | 865  | 791  | 759  | 673  | 621  | 529  | 515  | 497  | 497  |

| 1996 | 1998 | 2000 | 2002 | 2004 | 2006 | 2008 | 2010 | 2012 | 2014 |
| ---- | ---- | ---- | ---- | ---- | ---- | ---- | ---- | ---- | ---- |
| 486  | 489  | 481  | 456  | 437  | 446  | 438  | 433  | 408  | 403  |

| 2016 | 2018 | 2020 | 2022 | 2024 | 2026 | 2028 | 2030 | 2032 | 2034 |
| ---- | ---- | ---- | ---- | ---- | ---- | ---- | ---- | ---- | ---- |
| 374  | 361  | 358  | 365  | 381  | -    | -    | -    | -    | -    |

## Història
La població té l'origen en el castell de Sarroca, que encara domina la caseria, del qual resta la base i una torre arruïnada. La base és de construcció àrab, potser aprofitant carreus més antics (d'una possible fortalesa bastida durant el Baix Imperi als límits de la Ilerda romana), però la major part de l'edifici conservat és dels segles xiii i xiv, quan els Santcliment repoblaren aquest lloc. El 1357 el rei Pere III vengué a Francesc de Santcliment, important ciutadà de Lleida, la jurisdicció total (mer i mixt imperi) del castell de Sarroca, però els Santcliment ja devien posseir el domini senyorial sobre aquestes terres (el cognom de Sarroca apareix a Lleida des del segle xii i fou especialment important Jaume Sarroca, canonge i bisbe d'Osca, mort el 1289, que sembla que redactà el Llibre dels feits, de Jaume I).
En el fogatge de 1365-70, Sarroca (la Roca, segons el document) era del mateix Francesc de Santcliment (senyor d'Alcarràs, Montagut i Llardecans); a aquesta època correspon la part gòtica del castell. Els Santcliment –que arribaren a paers en cap de Lleida i dels quals Pere de Santcliment, a la fi del segle xiv, fou bisbe electe de la diòcesi lleidatana (que no arribà a ocupar)–, s'enfrontaren sovint amb el capítol lleidatà i participaren en els torneigs de la confraria de Sant Jordi. Sarroca, quan s'establí aquesta confraria, era regida pels Santcliment de Prunera (1553), i llavors es bastí la façana plateresca de la seva església. És interessant la visió del viatger Enrique Cock (1585): “está en un valle estéril y tiene, a mano izquierda del camino real, un castillo fundado en una peña, cuyo señor era un caballero de Barcelona llamado Clemente Prunera que poco ha murió. Corre un arroyo por su valle hasta el Segre, la gente es muy pobre y cuasi no consentía huéspedes, porque gran parte dellos murió este verano pasado y quedaban muchas casas yermas y sin moradores.”
Mentre la senyoria d'Alcarràs passà dels Santcliment als ducs de Solferino, els Santcliment de Prunera vengueren el 1618 la baronia de Sarroca i Llardecans a Josep de Castellvell, senyor de Maials, veí de Lleida i cavaller de Sant Jordi, i els dos pobles passaren a formar part de la baronia de Maials. Els Castellvell foren austriacistes en la guerra de Successió i Sarroca, que ja havia estat un baluard en la guerra contra Joan II i en la dels Segadors, tornà a tenir importància estratègica i els veïns del poble hagueren de treure una gran quantitat de gra de les sitges. El domini passà als Bassecourt, comtes de Santa Clara i barons de Maials; a la fi del segle xviii i a la fi de l'Antic Règim la senyoria era de la família Matas de Barcelona. La presència dels Bassecourt, corregidors de Lleida, contribuí a l'expansió de l'olivera, com a la resta de la comarca. El castell encara tingué un paper en la guerra del Francès i fou ocupat pels carlins el 1836.

## Castell
Els vestigis més antics són els murs del basament i les voltes subterrànies, mentre que la torre subsistent és d'època gòtica, amb finestrals, portes i lleoneres d'aquesta època. El nucli antic es troba als peus del castell, centrat per la plaça Major, amb antics casals de regust medieval i on s'alça la interessant església parroquial de Santa Maria de Sarroca, de tres naus, estructura gòtica a l'interior i una bella rosassa també gòtica i notable volta de creueria a la capçalera, campanar lateral d'espadanya i una magnífica portada posterior (segle xvi), plateresca, decorada amb medallons de tipus renaixentista i una orla de caparrons d'angelets resseguint l'arc de mig punt de la porta i les columnes que l'emmarquen, i les armes dels Santcliment.

## Festes
Se celebren dues festes majors, a l'hivern se celebra el dia de Sant Antoni (17 de gener) i a l'estiu la festa major és el 15 d'agost.